# Chociwel
Pour les articles homonymes, voir Chociwel (homonymie).
Chociwel (en allemand : Freienwalde in Pommern) est une ville de la voïvodie de Poméranie occidentale, dans le nord-ouest de la Pologne. Elle est le siège de la gmina de Chociwel, dans le powiat de Stargard. Sa population s'élevait à 3 191 habitants en 2013. 